# Gymnasium Netphen
Das Gymnasium Netphen (kurz GymNet) liegt auf der Haardt im Stadtgebiet Netphen im Siegerland. Das vierzügige Gymnasium ist das einzige städtische Gymnasium Netphens.

## Geschichte
Nach einem längeren Rechtsstreit zwischen der Gemeinde Netphen und dem Kultusministerium des Landes Nordrhein-Westfalen war der zweite Antrag auf Errichtung eines Gymnasiums in Netphen im Jahr 1989 erfolgreich. Zuvor war im Jahr 1975 ein erster Antrag vom Kultusministerium abgelehnt worden. Im Jahr 1990 wurde das Gymnasium im Gebäude der ehemaligen Hauptschule Netphen gegründet und startete mit etwa 60 Kindern in Klasse 5.
In den Folgejahren wurde der Oberstufentrakt D mit den Naturwissenschafts- und Kunsträumen, eine Zweifachturnhalle sowie eine Mensa neu gebaut. Nach einem Brand im Jahr 2002 wurden das Gebäude B vollsaniert. Am 5. Juli 2019 wurde ein neuer Schulhof eröffnet, den Schüler zusammen mit einem Architekten konzipiert hatten.

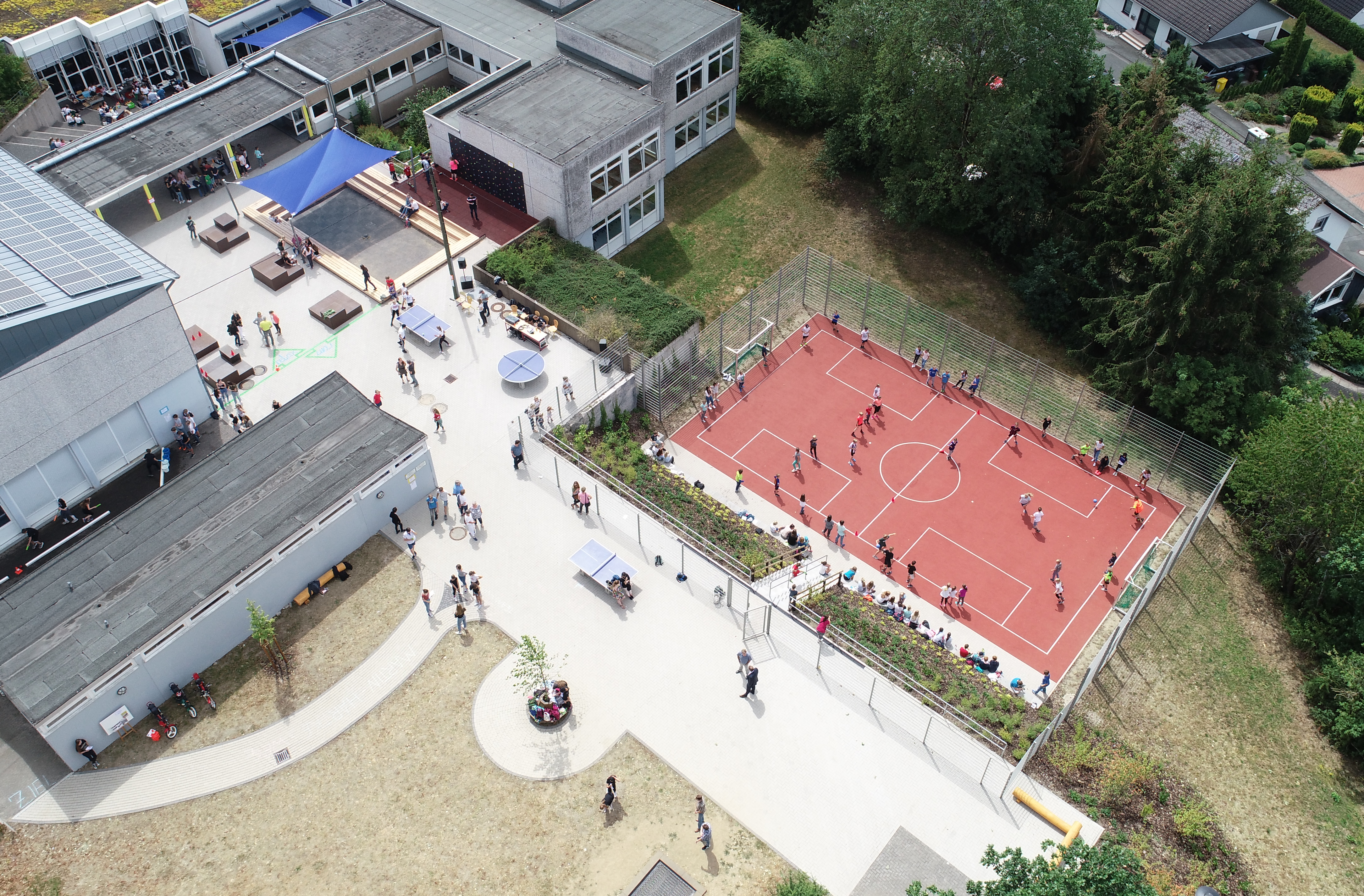
Neuer Schulhof 2019

Seit dem Jahr 2022 laufen die Planungen für einen Anbau des Gebäudes C.

## Auszeichnungen
Die Schule hat erfolgreich am Schulwettbewerb zur Entwicklungspolitik „Alle für EINE WELT für alle“ teilgenommen. Schirmherr dieses Bundeswettbewerbs ist der Bundespräsident der Bundesrepublik Deutschland. Das Gymnasium Netphen arbeitet mit der Root Foundation in Ruanda zusammen und hat diese Preise in Zusammenarbeit mit der Root gewonnen.
Im Schuljahr 2017/18 gewann die Schule den Sonderpreis der Nichtregierungsorganisationen – Kindernothilfe – „Auf Augenhöhe – Nachhaltig voneinander handeln lernen“, ein Projekt gegen Plastikmüll in unserer Welt.
Im Schuljahr 2019/20 erzielte das Gymnasium Netphen den 2. Platz in Kategorie 2 – „Thursdays for future – Kippen schnippen ist nicht cool“. Wegen der Corona-Pandemie erfolgte die Preisverleihung durch Bundesminister Gerd Müller online.
Im Schuljahr 2021/22 erhielt die Schule den 1. Preis in Kategorie 2 – „Wie will ich einmal gelebt haben? Auf Augenhöhe – die ZUKUNFT gestalten durch VISIONEN von GLÜCK“.
Ab dem Schuljahr 2019/20 hat Elke Büdenbender, Frau von Bundespräsident Frank-Walter Steinmeier, die Schirmherrschaft über das Glücksprojekts, welches in Kooperation mit der "Qulturwerkstatt (kurz Q) in Deuz und der Root Foundation in Kigali entwickelt wurde, übernommen.
Ab dem Jahr 2020 darf das Gymnasium Netphen den Titel „Schule der Zukunft“ tragen. Zuletzt wurde im Rahmen dieser Auszeichnung ein Wiederaufforstungsprojekt entwickelt, um dem Waldsterben im Bergmischwald Siegerland entgegenzuwirken.